# 決勝時刻：現代戰爭2
《使命召唤：现代战争2》是一款由Infinity Ward開發的第一人稱射擊遊戲。2009年2月11日，動視公布該作，並確定於2009年11月10日發售。《決勝時刻：現代戰爭2》是《決勝時刻4：現代戰爭》的續作，其劇情背景和多人遊戲設定的核心部分將延續前作。
2020年3月31日，動視在PlayStation 4平台推出《現代戰爭2》戰役模式的复刻版，但取消了多人聯機模式模式。Xbox One和Microsoft Windows版本將於同年的4月30日推出。游戏增加了繁简中文游戏内容。

## 角色

### 141特遣隊（Task force 141）
- 加里·桑德森「小強」（Gary "Roach" Sanderson）— 玩家控制角色之一，來自英國特種部隊，階級為中士，跟隨前作主角“肥皂”一同出生入死，在第六日的安全屋行動中取得了馬卡洛夫的重要數據后與“幽靈”一同撤離，期間被馬卡洛夫手下所埋下的地雷擊中受傷，最後被叛變的謝菲爾德將軍槍擊后焚尸。
  - 其代號Roach可解作歐鯉，但亦可解作蟑螂、小強、大麻煙卷的煙蒂或警察等意思。
- 約翰·麥克塔維什「索普」（ John "Soap" MacTavish）— 玩家控制角色之一，為141特遣隊戰地指揮官，來自英國陸軍第22特種空勤團，為5年前扎卡耶夫事件中的生還者，在普萊斯被拘禁後，晉升為上尉。在古拉格監獄救出普萊斯后將指揮權交予普萊斯，自己則退居二線。在第六日時遭謝菲爾德的影子連與馬卡洛夫的私兵兩撥人馬一同追殺，及後在阿富汗追擊謝菲爾德將軍時被對方用匕首刺中，最後將匕首拔出后以飛刀殺死了謝菲爾德將軍。
- 西蒙·萊利「幽靈」（Simon "Ghost" Riley） — 來自英國陸軍第22特種空勤團，階級為中尉，為“肥皂”的副手，特徵是頭戴印有骷髏頭的巴拉克拉瓦頭套（Balaclava）及太陽眼鏡，主要負責部隊的後援工作。在第六日的安全屋行動中取得了馬卡洛夫的重要數據后于“小強”一同撤離，之後背起受傷的小強移動到謝菲爾德將軍的直升機前，但卻被叛變的謝菲爾德將軍槍擊后焚尸。
- 約翰·普萊斯（John Price）— 英國陸軍第22特種空勤團上尉，為「索普」過去的上司。和「索普」一樣是扎卡耶夫事件中的生還者，但其後因在2013年的「王魚行動」中被敵方俘虜，被囚禁於俄羅斯遠東地區的古拉格3年，在遊戲中段的任務中會被141特遣隊以627號犯人的身分營救出並參與之後的任務，在美國與俄羅斯激烈的戰鬥同時奪取了俄羅斯一艘核潛艇的導彈發射權，朝美國本土發射了一枚核導彈並在華盛頓上空引爆。之後遭謝菲爾德的影子連與馬卡洛夫的私兵兩撥人馬一同追殺，最後在阿富汗與索普一起手刃了謝菲爾德將軍。
- 尼可莱（Nikolai）— 前作《現代戰爭1》的登場人物，在扎卡耶夫事件後一直為「索普」等人提供情報的俄籍特務，同時是一名曾參與1979年阿富汗戰爭的蘇聯老兵。在俄軍全面攻打美國後協助141特遣隊離開巴西，並在謝菲爾德背叛後再度向普萊斯和「索普」伸出援手，最後與普萊斯一起駕駛直升機將受傷的索普送往印度治療。
- 梅林（Merlin）：在“大追捕”開始時擔任小強和索普所在車輛的司機。被羅哈斯的助手開槍擊穿擋風玻璃爆頭射殺。其名字梅林在重製版中得以確認。
- 羅伊斯（Royce）：在“大追捕”中隨同小強和麥特一同追捕羅哈斯。在貧民窟槍戰中因寡不敵眾陣亡。
- 叉燒（Meat）：在“大追捕”中隨同小強和羅伊斯一同追捕羅哈斯。在貧民窟槍戰中因寡不敵眾陣亡。
- 神射手（Archer）：在“要事未了”中與蟾蜍一同為小強和幽靈等人提供狙擊支援，並以標槍飛彈擊毀兩部從馬卡洛夫的安全屋撤離的車輛。
- 蟾蜍（Toad）：在“要事未了”中與弓兵一同為小強和幽靈等人提供狙擊支援。
- 歐桑（Ozone）：在“要事未了”中與小強和幽靈一同行動，最終陣亡。
- 稻草人（Scarecrow）：在“要事未了”中與小強和幽靈一同行動，最終陣亡。
- 洛克（Rook）：在“敵人的敵人”中擔任肥皂和普萊斯逃亡用車輛的司機，最終被暗影連成員擊中陣亡。

### 美國陸軍第75游騎兵團（U.S Army Rangers）
- 謝菲爾德将军（General Shepherd）— 美國陸軍中將，負責141特遣隊的指揮工作（也指挥过第75游骑兵团），同時擁有自己直屬的部隊影子連。5年前曾指揮美國海軍陸戰隊追捕哈立德·阿薩德，但一場核爆使3万多名陸戰隊員喪生，美国的形象也受到了很大影响。谢菲尔德将军更对美国政府在极端民族主義黨夺取俄罗斯控制权后的弱势态度，以及核爆事件后美国海外军队的窘景感到十分不满，從而開始走向偏激，並且野心極大，意圖通過美俄戰爭使美國重回世界霸主位置，同時也意圖借此為契機為當初在核爆中喪生的3萬多名陸戰隊員正名。在第六日的安全屋行動中背叛141特遣隊，將「小強」和「幽靈」殺害，並派兵清算餘下的成員，最後於阿富汗被「索普」以飛刀刺穿左眼球穿過腦髓而死。
- 約瑟夫·艾倫（Joseph Allen）— 為玩家控制角色之一，隷屬第75遊騎兵團第1營，階級為一等兵，因在阿富汗作戰時表現出色而被謝波德將軍招募到141特遣隊。其在該部隊的首次，也是最後一次的任務是以中情局臥底特工的身份，使用偽名阿列克謝·鮑羅丁（Alexei Borodin）潛入馬卡洛夫的恐怖組織，期間作為恐怖組織的一員艾倫也參與了扎卡伏國際機場的恐怖襲擊。在任務結束後，恐怖組織的成員準備撤離之時，艾倫被馬卡洛夫開槍擊斃，屍體被遺留在現場，令聯邦安全局的人員查出他是美國特工，誤以為恐襲是由美國政府一手策劃，從而導致美俄兩國全面開戰。事實是謝波德將軍早已跟馬卡洛夫串通，艾倫只是作為他們為了觸發美俄戰爭而利用的棋子。
- 詹姆斯·拉米雷斯（James Ramirez）— 為玩家控制角色之一，階級為列兵，隸屬第75游騎兵團第1營，在美俄戰爭爆發後於美國本土抵抗俄羅斯軍隊的侵略。
- 福利（Foley）— 階級為中士，拉米雷斯的隊長，是一名黑人。
- 邓恩（Dunn）— 阶级为下士，与拉米雷斯同一小队，性格開朗樂觀，喜歡聊天打屁。

### 俄羅斯極端民族主義黨（Ultranationalist Party）
- 弗拉基米爾·R·馬卡洛夫（Vladimir R. Makarov）— 已故俄羅斯極端民族主義黨領導人伊姆蘭·扎卡耶夫的前副官，現時領導扎卡耶夫的餘黨，繼續在世界各地從事恐怖活動。不過其目的往往會以利益為先，與扎卡耶夫的「改革俄羅斯」理念相違。一手策劃了扎卡伏國際機場屠殺事件并槍殺了作為臥底的艾倫以嫁禍於美國，最後為肥皂和普萊斯提供了謝菲爾德將軍的藏身地情報。
- 約瑟夫·艾倫／阿列克謝·鮑羅丁（Joseph Allen／Alexei Borodin）
- 維克多（Viktor）：馬卡洛夫的手下，參與了扎卡伏國際機場大屠殺事件，也參與了美俄戰爭入侵美國本土的作戰，但在追殺“重要人物”（HVI）期間被其擊斃。
- 列夫（Lev）：馬卡洛夫的手下，參與了扎卡伏國際機場大屠殺事件，在與聯邦安全局特種部隊槍戰期間被擊斃。
- 基里爾（Kiril）：馬卡洛夫的手下，參與了扎卡伏國際機場大屠殺事件，在與聯邦安全局特種部隊槍戰期間被擊斃。
- 安那托利（Anatoly）：馬卡洛夫的手下，在扎卡伏國際機場大屠殺中擔任恐襲小隊撤離的接應。
- 尤里（Yuri）：續作《現代戰爭3》的主角之一，原為馬卡洛夫的手下，在扎卡伏國際機場大屠殺事件前夕試圖阻止馬卡洛夫而遭其槍傷，但仍在重傷的狀態下乘升降機抵達機場尾隨馬卡洛夫的小隊，最後倒在地上昏迷被救護員急救。僅在《現代戰爭2》重製版中作為彩蛋登場。
- 亚历杭德罗·罗哈斯（Alejandro Rojas）— 巴西军火商，扎卡伏國際機場大屠殺事件的軍火供應商，最終被肥皂等人截獲，被綁起來進行拷問。在“黃蜂窩”開頭可被玩家殺死。

## 劇情
《決勝時刻：現代戰爭2》的故事被設定為《決勝時刻4：現代戰爭》故事的5年後。為應對日益嚴峻的國際局勢，英國和美國（另外還有澳洲、紐西蘭和加拿大）等多國的特種部隊聯合組建了「141特遣隊」（Task Force 141）。同時，在經歷了內部的權力鬥爭後，原俄羅斯極端民族主義黨由伊姆蘭·扎卡伏的前副官之一，弗拉基米爾·馬卡洛夫掌權。
儘管前作中美國海軍陸戰隊和英國空降特勤隊作出了種種努力，俄羅斯還是被極端民族主義黨所控制，扎卡伏也被吹捧成英雄烈士。與此同時，馬卡洛夫開始領導恐怖分子在各國製造多宗恐怖活動。

### 第1章（Act I）
S.S.D.D.（例行公事）阿富汗鳳凰軍事基地 第一日19点30分
在阿富汗，谢菲爾德将军打算從駐紮在阿富汗的第75遊騎兵團中選出一個好手執行機密任務，約瑟夫艾倫(Pvt.Joseph Allen)被通知進行測試，試驗完後加入紅色區域支援行動。
Team Player（團隊精神）阿富汗紅色區域
當地民兵將橋樑破壞，遊騎兵(Army Rangers)出動鎮壓。不料在途中遇到埋伏，艾倫與弗利中士的小隊與民兵發生激戰，在清除敵人後艾倫受到谢菲爾德將軍的讚賞並加入141特遣隊(Task Force 141)。
Cliffhanger（巔峰戰士）哈薩克天山山脈 第二日7点30分
美國的人造衛星中的戰術識別系統(ACS)墜落在一座位於哈薩克斯坦境内山區的俄軍基地。141特遣隊的兩位隊員分別是約翰"索普"麥克塔維什上尉(Cpt.John"Soap"MacTuvish)與蓋瑞"小強"桑德森中士(Sgt.Gary"Roach"Sunderson)奉命潛入基地取回模組。在取回模組並破壞敵人基地後兩人驚險逃脫。
No Russian（別說俄語）莫斯科扎卡耶夫國際機場 第三日8点40分
謝菲爾德將軍決定讓艾倫加入潛伏行動(CIA Deep Cover Operation)並成為卧底潜入俄羅斯極端主義份子馬卡洛夫(Makarov)身邊已取得信任。馬卡洛夫策劃了一系列的恐怖活動，這次他們血洗了莫斯科的扎卡耶夫国际机场（參考自現實中的謝列梅捷沃國際機場）。经过血腥屠杀后俄羅斯聯邦安全局（FSB）特種部隊赶到但是遭到马卡洛夫等人的攻击后全军覆没。随后马卡洛夫赶到撤离车辆时，马卡洛夫早就知道艾倫的身份並故意枪杀他，让俄国人以为是美国人策划了屠杀引发美俄战争。
Takedown（大追捕）巴西里約熱內盧 第四日15点08分
俄国人发现了艾倫的尸体並知曉他是CIA探員，认定了屠杀是美國策划。为了证明凶手是马卡洛夫，141特遣队接受谢菲爾德将军的指派，根據現場掉落彈殼分析的結果，前往巴西里約抓捕为马卡洛夫提供軍火的巴西軍火商罗哈斯。

### 第2章（Act II）
Wolverines!（狼獾）維吉尼亞州東北 第四日17点45分
儘管麥克塔維什上尉與小強取回了ACS模組，但俄羅斯早已將其破解並為了報機場屠殺之仇而攻擊美國本土，北美防空部的雷達被蒙在鼓裡，當美軍發現情況不對時俄羅斯空降部隊已經大舉登陸，弗利中士帶著拉米雷茲二等兵等人去救援一名VIP。
The Hornet's Nest （黃蜂窩）巴西里約熱內盧 第四日16点19分
雖然已經取得馬卡洛夫的情報，但也已經來不及阻止俄羅斯對美國本土的入侵。現在141特遣隊必須想辦法穿過貧民窟，從當地民兵的包圍中殺出重圍前往撤離點。
Exodus（撤離）弗吉尼亞州東北 第四日18点51分
弗利中士的部隊被派遣到一座社區去摧毀當地的俄軍防空系統，隨後接到總部的指令前往附近一座隱藏的安全室去營救一名VIP。
The Only Easy Day... Was Yesterday（昨日遠比今日容易）第五日05点48分
141特遣隊從南美逃出後與第6艦隊潛艦芝加哥號與達拉斯號會合，並被派遣到去尋找一名據說讓馬卡洛夫恨之入骨的、編號627的犯人，但他們必須先殲滅以當地鑽油平台為防空飛彈基地、以油井工人為人質的的敵軍。
The Gulag（古拉格）堪察加彼得羅巴甫洛夫斯克 第五日07点42分
順利摧毀敵軍防空基地後，141特遣隊將在海空軍的支援下，前往集中營深處營救第627號犯人。
Of Their Own Accord（自發獻身）華盛頓哥倫比亞特區 第五日18点35分
美國東岸開始展開撤離行動，第75遊騎兵團必須為撤離行動爭取時間，拉米雷茲二等兵以標槍飛彈擊落多架敵軍攻擊直升機與裝甲車為撤離行動爭取到寶貴的時間，但由於敵軍實在太多總部下達全面撤退命令，拉米雷茲所搭乘的黑鷹直升機被擊落，敵軍包圍並慢慢逼近…

### 第3章（Act III）
Contingency（應急計畫）堪察加彼得羅巴甫洛夫斯克東南 第五日11点22分
普萊斯上尉回到隊上後與謝菲爾德將軍發生歧見，謝菲爾德將軍要求141特遣隊專注搜尋馬卡洛夫，普萊斯上尉則認為應該先終結在美國本土的戰事，141特遣隊在普萊斯上尉的領導下暫時脫離謝菲爾德將軍的指揮，準備進攻一座俄軍潛艦基地。
Second Sun（第二太陽）華盛頓哥倫比亞特區 第五日18点57分
國際太空站的太空人發現了一到來源不明的光瞬間爆炸，該名太空人與太空站都受到波及，場景回到被俄軍包圍的拉米雷茲，在一陣突然的強光後俄軍的載具群因核彈造成的電磁脈衝而全部癱瘓，弗利中士的小隊死裡逃生，在行進的途中遇到了一名傳令兵得知馬紹爾上校在白宮附近集結部隊，小隊一路趕到了一座被廢棄的通往白宮的秘密通道…
Whiskey Hotel（白宮）華盛頓哥倫比亞特區 第五日19点28分
小隊趕到了馬紹爾上校身邊，上校下令從左側包抄白宮內的敵軍並與中央司令部取得聯繫，然而在攻進白宮後聽到美國空軍的廣播，由於一切通訊及電子設備都失效空軍以為華盛頓特區已經失守準備進行地毯式轟炸。現在沒有任何退路只能向前挺進搶回白宮的所有權。
Loose Ends（要事未了）俄羅斯-格魯吉亞邊境 第六日15点36分
美國本土的戰事告一段落，謝菲爾德將軍得到命令不計代價獵殺馬卡洛夫，141特遣隊兵分兩路分別搜索馬卡洛夫的兩個藏身地，麥克塔維什與普萊斯前往阿富汗的廢棄機場，幽靈和小強前往俄羅斯—格魯吉亞的別墅，試圖取得了馬卡洛夫的行動資料。却由于谢菲尔德将军的背叛而命丧他乡……
The Enemy of My Enemy（敵人的敵人）阿富汗坎大哈西南160公里美军第437车辆处理厂 第六日16点03分
麥克塔維什與普萊斯被捲入馬卡洛夫與謝菲爾德將軍雙方人馬的混戰，普萊斯利用敵軍的通訊器向馬卡洛夫取得謝菲爾德將軍的藏身處，最後麥克塔維什與普萊斯搭上了尼克萊駕駛的運輸機逃走。
Just Like Old Times（當年今日）阿富汗 H-B 基地 第七日17点32分
謝菲爾德成為了戰爭英雄，141特遣隊被除名，麥克塔維什與普萊斯則被發布最高通緝令，兩人來到了馬卡洛夫所提供的地點，一處隱密的山洞基地準備向謝菲爾德報仇，最後謝菲爾德甚至不惜犧牲自己的手下進行爆破及轟炸但麥克塔維什與普萊斯兩人仍一路追趕。
Endgame（遊戲結束）阿富汗 H-B 基地 第七日18点10分
麥克塔維什與普萊斯搭著橡皮艇緊追在謝菲爾德身後，途中暗影隊不斷妨礙，謝菲爾德搭上了接應用的直升機，普萊斯便朝直升機的螺旋槳射擊使它墜落但兩人所搭乘的橡皮艇也墜落瀑布，麥克塔維什醒來後四處走動，發現了墜毀的直升機及謝菲爾德，謝菲爾德逃到一處廢棄工廠後將身負重傷的麥克塔維什打倒在地並將戰鬥刀刺在他身上後企圖用左轮手枪滅口，普萊斯及時趕到與謝菲爾德扭打但仍然不敵，身受二次重伤的麥克塔維什拚盡全力將刀子拔出後擲向謝菲爾德殺了他，普萊斯扶起麥克塔維什時，尼克萊駕駛直升機趕到並表示他知道一個安全的地方。

## 合作模式
特殊行動模式（Special Ops）為《使命召喚：現代戰爭2》新增的模式。在該模式中會有數個獨立於故事模式的關卡，關於的內容與故事模式完全無關，允許最多兩位玩家連線合作闖關（類似於《決勝時刻：世界戰爭》的合作模式co-op mode）。此模式一共有23個，並分開5個項目進行。當玩家獲得指定數目的星星後，便會解鎖新的項目。有些關卡是由使命召喚4現代戰爭（第一集）出現的獨立關卡。

## 單人遊戲
《決勝時刻6：現代戰爭2》的戰役模式（Campaign Mode）對比《決勝時刻4：現代戰爭》的更開放及更多變化。例如遊戲中將要攀爬雪山和駕駛雪地車；而電腦敵人的攻擊方式亦有所改變：據Infinity Ward的開發人員透露，續作中敵人將不會無止境地出現及攻擊，系統會根據玩家的行動調整敵人出現的方位及其戰術，玩家每次進行遊戲遇到的敵情都不會完全相同。戰役模式的遊戲時間大概為6－10小時，與前作保持同樣的水準。

## 多人遊戲
《決勝時刻：現代戰爭2》的核心部分將與《決勝時刻：現代戰爭》保持一致，支持最多18人（PS3、Xbox 360），36人（PC）同場競技，基本規則和解鎖獎勵系統和前作大體相同。模式包括死鬥模式（Free-For-All）、搜尋與摧毀（Search & Destroy）、爆破模式（Demolition）、據點模式（Domination）、團隊死鬥（Team Deathmatch）、搶旗模式（Capture The Flag）。
在該作中連殺獎勵（Kill Streak）多達15種，除了保留前作的呼叫無人偵察機、空襲、呼叫武裝直升機外，又增加了空投補給包、捕食者導彈、操作AC-130甚至電磁脈衝和戰術核彈等新獎勵。玩家可逐步解鎖15種連殺獎勵，並在遊戲前選擇其中的三種上場使用。此外，遊戲亦推出了連死補助（Death Streak）系統以平衡多人遊戲中玩家之間技術的差異，該系統類似連殺獎勵，在玩家連續陣亡若干次且沒有擊殺敵人時即可獲得。
遊戲的表彰系統（Accolades）會在每局比賽結束後在玩家的屏幕上顯示創下各種記錄的玩家，以示表彰。表彰的內容包括室內近身作戰（以衝鋒鎗殺敵）、Evolver（更換兵種）、Hot Potato（扔回手榴彈）等接近上百種。

## 陣營

### 可被玩家扮演的
- 美國陸軍第75游騎兵團（U.S.Army Rangers）
- 141特遣队（Task Force 141）
- 中央情报局（C.I.A.）
  - 中央情报局潜伏行动／極端民族主義黨（C.I.A. Deep Cover Operation／Ultranationalist Party）[6]
- 美國國家航空暨太空總署（NASA）[7]
- 最高通缉（Most Wanted）[8]

### 友軍
- 美國陸軍（US Army）
- 美國海軍（US Navy）
  - 三棲特戰隊（Navy Seals）
- 美國空軍（US Air Force）
- 阿富汗國民軍（Afghan National Army）

### 敵人
- 俄羅斯聯邦軍隊
  - 俄羅斯陸軍
  - 俄羅斯空軍
  - 俄羅斯空降軍
- 俄羅斯極端民族主義黨武裝份子（Russian Ultranationalists）
- 馬卡洛夫的私兵[9]
- 俄羅斯聯邦安全局特種部隊（FSB）[10]
- 俄羅斯聯邦內務部（MVD）
  - 扎卡耶夫國際機場警衛
  - 俄罗斯内卫部队（Internal Troops）[11]
- 阿富汗叛軍（OPFOR）
- 影子連（Shadow Company）[12]
- 巴西武裝團伙（Militia）

### 聯機模式的陣營
- 141特遣隊（Task Force 141）
- 美國海軍三棲特戰隊（Navy Seals）
- 美国陆军第75遊騎兵團（Army Rangers）
- 俄羅斯特種部隊（Spetsnaz）
- 阿富汗叛軍（OPFOR）
- 巴西武裝團伙（Militia）

## 遊戲開發
《使命召喚：現代戰爭2》是決勝時刻系列的第六個作品，在開發前的暫定名稱為《決勝時刻6》。2008年12月3日，作品的發行商動視暴雪透露了本作的名稱會定為《使命召喚：現代戰爭2》，但不久後他們即撤回他們的公佈，表示今後該作的資料會是「推測性的」。而開發小組Infinity Ward亦聲稱他們沒有正式地確認他們最新的計劃。2009年2月11日，動視暴雪重新宣佈《現代戰爭2》的推出日期暫定為「2009年假期」。隨後遊戲的第一段預告片中決定了該作的推出日期為2009年11月10日。
遊戲使用Infinity Ward自主開發的IW 4.0引擎，是區別於《使命召喚：現代戰爭》引擎的新系統。相比前作，IW 4.0引擎支持更大的地圖，更豐富的細節，更有效率的渲染。
在《生化危機5》中為角色Albert Wesker提供动作捕捉的配音員Ken Lally表示會在本作中提供配音，但沒有表明配音之角色。歌手50 Cent則為遊戲的多人遊戲指揮官提供配音。
遊戲本身的開發成本約為四千萬至五千萬美元，而含宣傳、廣告行銷與遊戲光碟壓片運送、通路等等的總支出則高達兩億美元。

### Windows版特性
2009年10月17日，遊戲開發人員Robert Bowling在廣播採訪中表示遊戲的PC版會支持「威望」特殊解鎖模式，並能應用部分Steam平台的特性，不過遊戲不提供模組編輯工具。同時透露，不同與前作，官方不為Windows版提供伺服器端程序支持，更不支持私人開設戰隊伺服器，所有玩家將使用IW.NET系統，而玩家可以像P2P一樣相互之間傳輸數據，使現有伺服器足以滿足要求。需要打比賽的玩家則可以向官方申請單獨開設房間。不過，許多玩家仍對不支持私服感到不滿，消息發佈後不少玩家在Infinity Ward的官方論壇發貼抗議。

## 评价
| 汇总媒体     | 得分                                   |
| ------------ | -------------------------------------- |
| GameRankings | PS3：93.42%% X360：93.57%% PC：87.84%% |
| Metacritic   | PS3：94% X360：94% PC：86%             |

| 媒体          | 得分    |
| ------------- | ------- |
| AllGame       | [ 26 ]  |
| Game Informer | 9.75/10 |
| GamePro       | [ 28 ]  |
| GameSpot      | 9.0/10  |
| GameSpy       | [ 30 ]  |
| GameTrailers  | 9.5/10  |
| IGN           | 9.5/10  |
| 官方Xbox杂志  | 10/10   |
| PC Gamer英国  | 80%     |
| PC Gamer美国  | 80%     |
| X-Play        | [ 35 ]  |

《使命召唤：现代战争2》在家用机平台Xbox 360与PlayStation 3上获得了非常优秀的评价，在媒体评分综合网站Metacritic上分别基于100篇和67篇媒体评价均获得了94%的好评。而Windows版本的评价则相较稍低，为86%。

### 爭議
机场滥杀平民
战役的一些部分造成了不少争议，包括在“No Russian”一关描写的在俄国机场发生的大屠杀。由于这一关卡过于残暴（可以射杀平民）而受到争议。有些地区会把"不准说俄语"一关卡封鎖。
隐喻性彩蛋
在武器教学关卡中有个彩蛋，一位士兵问另一位士兵是否见到一位裸体男人，还问他是不是同性恋。在一阵傻笑过后，这位士兵说了句：“别问那么多。”这是在暗讽美军允许同性恋者在军队服役时，问及性取向时要保守秘密的政策。这项政策直到2011年9月20日才被正式废除，而该彩蛋指的是电影《空前绝后满天飞》，曾被HBO迷你剧《杀戮一代》引用。因此，Infinity Ward被指控歧视同性恋者（包括F.A.G.S.短片），但官方未就此发布声明。
标枪故障
标枪飞弹的爆炸故障会导致在线玩家自杀，并杀死方圆15英尺内的敌人（可以更快达到“危险逼近”成就）。面对日益增长的错误，Infinity Ward发表声明，正在通过更新解决这一错误，并与微软勾结，使到Xbox Live上利用标枪爆炸的玩家游戏暂停。Ars Technica的编辑本·库奇拉对此行为表示谴责，因为爆炸是由游戏代码造成的，而非作弊工具。根据定义，这是玩家的开发实践，非差错和黑客行为。索尼表示不会在PlayStation网络上禁止人利用该故障。但GameSpy的泰勒·巴伯表示，这种不为人所禁止的举动并不完美，使得游戏变得不公平。该漏洞已在2009年12月11日发布的1.06版补丁中得到修复。

## 市場情況
2009年3月25日，遊戲官方在舊金山的Game Developer Choice Awards頒獎典禮及Infinity Ward官方網頁中發佈了第一段預告片。在預告片中表示現代戰爭2將會在2009年11月10日推出，亦確定了遊戲名稱會由原名稱「使命召喚：現代戰爭2」縮短至「現代戰爭2」。但是在2009年7月10日，遊戲標題又重新加入了「使命召喚」的字樣，以提高遊戲的知名度。隨後預告片亦在Xbox Live Marketplace及PlayStation Network中發佈。
遊戲的第二段預告片在2009年5月10日發佈，在片段中顯示了駕駛雪地車、操縱聰明炸彈及水底的畫面；這代表遊戲中有可能將會有這三個元素。此預告片的片尾表示將會在NBA東岸季後賽期間（2009年5月24日）於TNT電視台透露一些關於遊戲的資料。
2009年5月21日，官方於Gametrailers網站中發佈了一段更詳盡的預告片。7月27日，新預告片展示了遊戲的多人遊戲內容。10月4日新預告片暗示華盛頓特區將成為遊戲場景之一。自10月28日開始Youtube等網站流傳一段「現代戰爭2」的遊戲片段。內容為由玩家所扮演的臥底探員協助恐怖份子在俄羅斯一個虛構的機場內進行屠殺。而同日官方在與網站Kotaku的訪問中表示遊戲中會有「對於恐怖活動的殘暴的描寫」，而玩家亦可以選擇略過該劇情。

## 高畫質复刻版
2020年3月31日，《使命召唤 现代战争2 重製版》（Call of Duty: Modern Warfare 2 Campaign Remastered）正式公布并于当天在PlayStation 4平台发售，Xbox One和Windows平台将在4月30日发售。本作由Beenox制作，仅包含单人剧情模式，玩家通过购买本作将可以在《使命召唤：现代战争》（2019）和《使命召唤：战争地带》中解锁相关的独占游戏内物品。

## 外部連結
- 現代戰爭2官方網站 （页面存档备份，存于）